# Лайт, Гари
Гари Лайт (род. 1967, Киев) — украинский и американский писатель и поэт; американский адвокат. Публикуется в США, Израиле, Канаде, Европе.
Лауреат литературной премии Союза писателей Украины им. Николая Ушакова. Член Союза писателей Украины, член ПЕН-клуба.

## Биография
Гари Лайт родился в 1967 году в Киеве. В тринадцать-четырнадцать написал свою первую повесть.
В 1980 году переехал в США. Окончил факультет политологии и славистики в Нортвестернском университете. Затем окончил юридическую магистратуру Chicago Kent.
С середины 1990-х годов около трёх лет жил и работал в Москве. С 1998 года по рекомендации Генриха Сапгира и Евгения Витковского был принят в Союз писателей Москвы. Был близко знаком с такими поэтами как Андрей Вознесенский, Юнна Мориц, Ирина Ратушинская, Вениамин Смехов, Александр Дольский.
С 2015 года был принят в Национальный союз писателей Украины. Также член ПЕН-клуба.
Живёт в Чикаго.

## Публикации

### Поэтические сборники
- «Верь», Москва, 1992;
- «Voir Dire», Санкт-Петербург, 1993;
- «Треть», Philadelphia, 1995;
- «Город», совместно с Мариной Гарбер, Киев,1997;
- «Возвращения», Киев, 2002, 2005;
- «Lake Effect», Киев, 2012
- «Траектории», New York, 2012—2013.

### Сборники стихов
- Сборник стихов «Траектории Возвращений».

### Антологии
- Антология «Строфы Века-2»;
- Антология «Киев. Русская поэзия. XX век»;
- Антология «70. Стихи к 70-летию Израиля».

## Критика
Людмила Штерн: 

Гари Лайт — одарённый, состоявшийся поэт. В его стихах интеллектуальный накал ненавязчиво и гармонично сочетается с эмоциональной напряжённостью
Генрих Сапгир: 

Стихи Гари Лайта отличает мягкий проникновенный лиризм, который сменяется лирикой иронической…
Ирина Ратушинская: 

Редкий дар Гари Лайта — неисчерпаемая на любовь душа. Он своей присяги на вражду и противостояние не даёт, просто не видит в них смысла… «Любви иммунитет» — это то, что отмечает его стихи и всё, что за ними… Вот этот прорыв в иное, не всем доступное измерение — единственное, из которого всё видно и всё правильно видно, — то, что определяет его поэтическое направление

## Премии
- Литературная премия Национального Союза Писателей Украины им. Николая Ушакова[1].

## Рецензии
- Дмитрий Бирман. Ретроград из будущего
- Олег Максименко | Театр возвращающихся траекторий в стихосложении Гари Лайта
- Елена Малишевская. Обними свой город